# Ruben Bemelmans
Ruben Bemelmans (* 14. ledna 1988 Genk) je belgický profesionální tenista. Ve své dosavadní kariéře na okruhu ATP World Tour nevyhrál žádný turnaj. Na challengerech ATP a okruhu ITF získal do července  2012 jedenáct titulů ve dvouhře a třináct ve čtyřhře.
Na žebříčku ATP byl ve dvouhře nejvýše klasifikován v červnu 2012 na 131. místě a ve čtyřhře pak v listopadu 2011 na 209. místě. Trénuje ho Bart de Keersmaeker.

## Tenisová kariéra
Premiérový titul na okruhu Futures získal v červenci 2007 v německém Espelkampu. V březnu 2009 vyhrál nejkvalitnější turnaj dosavadní kariéry, když triumfoval na Volkswagen Challengeru ve Wolfsburgu poté, co se do hlavní soutěže probojoval přes tři vyhraná utkání kvalifikace. V boji o titul si poradil s Italem Stefanem Galvanim. V sezóně 2011 singlový titul zopakoval.
V únoru 2010 poprvé prošel kvalifikačním sítem do hlavní soutěže turnaje ATP World Tour, když nastoupil k utkání prvního kola na chorvatském Zagreb Indoors. V něm nestačil na Francouze Alexandra Sidorenka 6–7, 6–3 a 3–6. V červnu 2010 si zahrál jako šťastný poražený travnatý Gerry Weber Open v německém Halle. V úvodní fázi podlehl po třísetovém boji Němci Philippu Kohlschreiberovi výsledkem 6–7, 7–6, 4–6.
V únoru 2008 debutoval v belgickém daviscupovém týmu na ostravské půdě v prvním kole Světové skupiny proti České republice. V poslední dvouhře porazil Pavla Víznera, jenž ve třetím setu skrečoval. V září 2010 pak nastoupil do dvouhry proti Austrálii. V barážovém utkání o Světovou skupinu podlehl bývalé světové jedničce Lleytonu Hewittovi ve čtyřech setech 6–7, 5–7, 6–2 a 4–6. Do září 2012 nastoupil k pěti mezistátním utkáním s bilancí 2–3 ve dvouhře a 0–2 ve čtyřhře.
V hlavní soutěži grandslamu se poprvé objevil ve Wimbledonu 2011, kde vypadl v úvodním kole. Během následujícího ročníku 2012 v All England Clubu vyhrál premiérový zápas na grandslamu, když v první fáze přešel jako kvalifikant přes Argentince Carlose Berlocqa.

## Tituly na challengerech ATP a okruhu Futures
| Legenda           |
| ----------------- |
| Challengery (2 D) |
| Futures (9 D)     |

### Dvouhra: 11
| Č.  | Datum              | Turnaj         | Povrch  | Soupeř ve finále       | Výsledek         |
| --- | ------------------ | -------------- | ------- | ---------------------- | ---------------- |
| 1.  | 15. července 2007  | Espelkamp      | antuka  | Franz Stauder          | 6–2, 7–5         |
| 2.  | 24. listopadu 2007 | Ramat ha-Šaron | tvrdý   | Niels Desein           | 6–3, 6–3         |
| 3.  | 9. března 2008     | Bassersdorf    | koberec | Ladislav Chramosta     | 3–6, 6–3, 6–2    |
| 4.  | 31. května 2008    | Cesena         | antuka  | Carlos Avellán         | 6–4, 3–6, 6–0    |
| 5.  | 15. února 2009     | Bressuire      | tvrdý   | Vincent Millot         | 6–4, 6–3         |
| 6.  | 1. března 2009     | Wolfsburg      | koberec | Stefano Galvani        | 7–5(5), 3–6, 6–3 |
| 7.  | 27. září 2009      | Plaisir        | tvrdý   | Pierrick Ysern         | 6–7(5), 6–1, 7–5 |
| 8.  | 8. března 2010     | Lille          | tvrdý   | Niels Desein           | 6–4, 6–2         |
| 9.  | 15. března 2010    | Poitiers       | tvrdý   | Charles-Antoine Brezac | 6–4, 4–6, 6–4    |
| 10. | 28. června 2010    | Palma del Rio  | tvrdý   | Niels Desein           | 4–6, 6–4, 7–6(1) |
| 11. | 27. února 2011     | Wolfsburg      | koberec | Dominik Meffert        | 6–7(8), 6–4, 6–4 |